# Mihai Apostol
Mihai Apostol (21 gennaio 1997) è un calciatore moldavo, centrocampista svincolato.

## Carriera

### Club
Ha giocato nella massima serie moldava.